# Sassari megye
Sassari megye Olaszország Szardínia régiójának egyik megyéje. Székhelye Sassari.

## Fekvése
Sassari megye Nuoro és Oristano megyékkel határos.

## Községek(comuni)
- Alghero
- Anela
- Ardara
- Banari
- Benetutti
- Bessude
- Bonnanaro
- Bono
- Bonorva
- Borutta
- Bottidda
- Bultei
- Bulzi
- Burgos
- Cargeghe
- Castelsardo
- Cheremule
- Chiaramonti
- Codrongianos
- Cossoine
- Erula
- Esporlatu
- Florinas
- Giave
- Illorai
- Ittireddu
- Ittiri
- Laerru
- Mara
- Martis
- Monteleone Rocca Doria
- Mores
- Muros
- Nughedu San Nicolò
- Nule
- Nulvi
- Olmedo
- Osilo
- Ossi
- Ozieri
- Padria
- Pattada
- Perfugas
- Ploaghe
- Porto Torres
- Pozzomaggiore
- Putifigari
- Romana
- Santa Maria Coghinas
- Sassari
- Sedini
- Semestene
- Sennori
- Siligo
- Sorso
- Stintino
- Tergu
- Thiesi
- Tissi
- Torralba
- Tula
- Uri
- Usini
- Valledoria
- Viddalba
- Villanova Monteleone